# タシュケント地下鉄
タシュケント地下鉄（タシュケントちかてつ、ウズベク語: Toshkent metropoliteni、ロシア語: Ташкентский метрополитен）は、ウズベキスタンの首都タシュケントで運行されている地下鉄である。中央アジアでは最初の地下鉄である。ソビエト連邦では7番目の地下鉄として、1977年に開業した。タシュケント地下鉄の駅は世界の地下鉄の中でもかなり凝った装飾がなされている。

## 路線と駅
| # | 路線名                         | 開業年 | 距離    | 駅数 |
| - | ------------------------------ | ------ | ------- | ---- |
| 1 | チランザール線 (Chilonzor)     | 1977年 | 23.7 km | 17   |
| 2 | ウズベキスタン線 (Oʻzbekiston) | 1984年 | 14.3 km | 11   |
| 3 | ユヌサバード線(Yunusobod)      | 2001年 | 10.5 km | 8    |
| 4 | 環状線                         | 2020年 | 18.0km  | 12   |
|   | 合計:                          |        | 66.5 km | 48   |

## 歴史
タシュケント地下鉄の計画は、1966年に発生した大地震から2年後の、1968年に開始された。最初の路線は1972年に着工され、1977年11月6日に9駅で開業した。この路線は1980年に延長され、さらに2番目の路線が1984年に開業した。21世紀に入り、2001年にユヌサバード線、2020年に環状線がそれぞれ開業した。

## 駅の特徴
現時点で、タシュケント地下鉄には全部で43駅あるが、各駅の建築様式と装飾はその駅名を表現している。タシュケント地下鉄の特徴として、各駅がかなり浅い位置に設置されていることがある。いくつかの駅にはエスカレーターが設置されている。7つの駅はタワー様式で、4つの駅がアーチ様式、1つの駅がtower-individual様式である。ウズベキスタンでも有名な建築家や芸術家が駅の設計に参加している。内装の装飾に使われている材料としては、金属、ガラス、プラスチック、花崗岩、大理石、色ガラス、芸術用陶器、彫刻入り石膏などがある。各駅とも芸術作品となっており、あるテーマを中心にしている。

## 路線

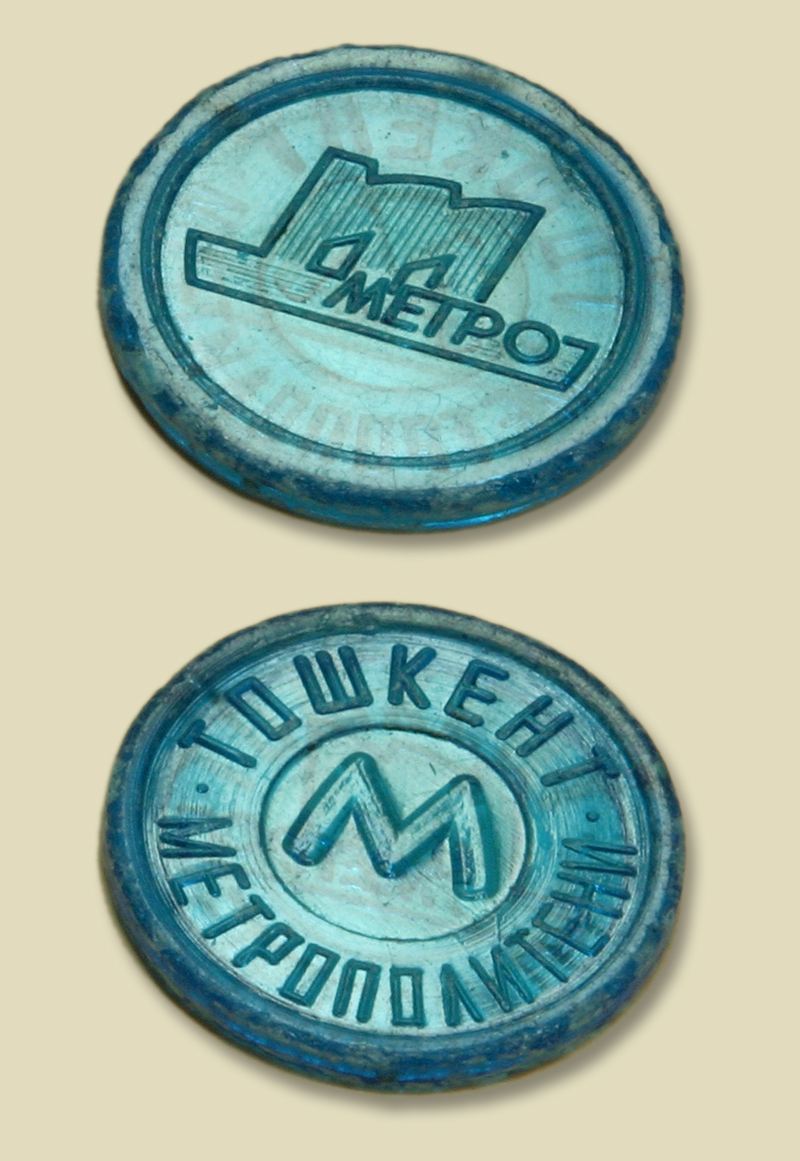
タシュケント地下鉄の乗車用トークン

タシュケントはかつてソビエト連邦を構成していたウズベキスタンの首都で、200万人以上の人口がある。
チランザール線 (Chilonzor、赤）
この路線の建設は1968年に始まり、1977年にサービル・ラヒモフ駅（現オルマゾル駅）と10月革命駅 (Oktyabrinkilobi、現アミール・ティムール広場駅 - Amir Temur Khiyoboni）の間で開業した。ハムザ車両基地と、ハムザ駅 - コムソモール駅 (Komsomolskaya、現ミッリー・ボグ駅(Milliy bog'))の間でアクテパ川 (Oqtepa) に架かる橋を含んでいた。マクシム・ゴーリキー駅（現シルクロード駅 - Buyuk lpak Yoli）まで1980年に延長された。この区間には、ハミド・アリムジャン駅 (Hamid Alimdzhan) とプーシキン駅の間でサラール川 (Salar) に架かる橋を含む。2020年には南方向へ5駅延伸された。全長23.7 km、全17駅。将来は東部のTraktornyi Zavodまでの3駅の延長構想があるとされる。
ウズベキスタン線 (Oʻzbekiston、青）
この路線は、タシュケント市内を北西から南東へ斜めに横断しており、途中でタシュケント駅を通っている。1984年に開業し、1984年から1991年にかけて延長された。全長14.3 kmで11駅がある。
ユヌサバード線 (Yunusobod、緑）
最初区間としてのミング・ウリク駅 (Ming O'rik) - ハビブ・アブドゥラエフ駅 (Habib Abdullayev) 間の6.4 km駅が2001年10月24日に開業した。トンネルの深さは8 - 25 mである。この路線は強固に建設されており、リヒタースケールでマグニチュード9の地震に耐えることができる。2020年には北へ2駅延伸開業した。将来的にはタシケント南駅方面への延伸も計画されている。
環状線(Circle、金)
2017年に建設が始まり、2020年8月30日に一部が開業、2023年4月25日に延伸された。将来は全長51㎞、35駅を擁する路線となる予定である。

## 車両、その他
81-717/714形および81-718.0/719.0形の4両編成の列車が使用され、プラットホームは100 mの長さがある。軌間はロシア規格の1,524 mmで、直流825 ボルトの第三軌条方式である。平均駅間距離は1,400 m、平均速度は46 km/hである。2019年からは81-765/766/767形も運用を開始した。
改札はIC化されており、クレジットカードのコンタクトレス決済でも乗車が可能となっている。

## 規則
以前は駅構内での写真撮影は禁止されていたが、2018年6月にこの規則が改正され撮影が可能になった。また、改札やホームには警察官が常駐しており、改札では鞄などの手荷物を持っているとセキュリティチェックされることもある。